# Réserve stratégique de pétrole
Ne pas confondre avec une Réserve pétrolière, qui désigne le pétrole non encore extrait.

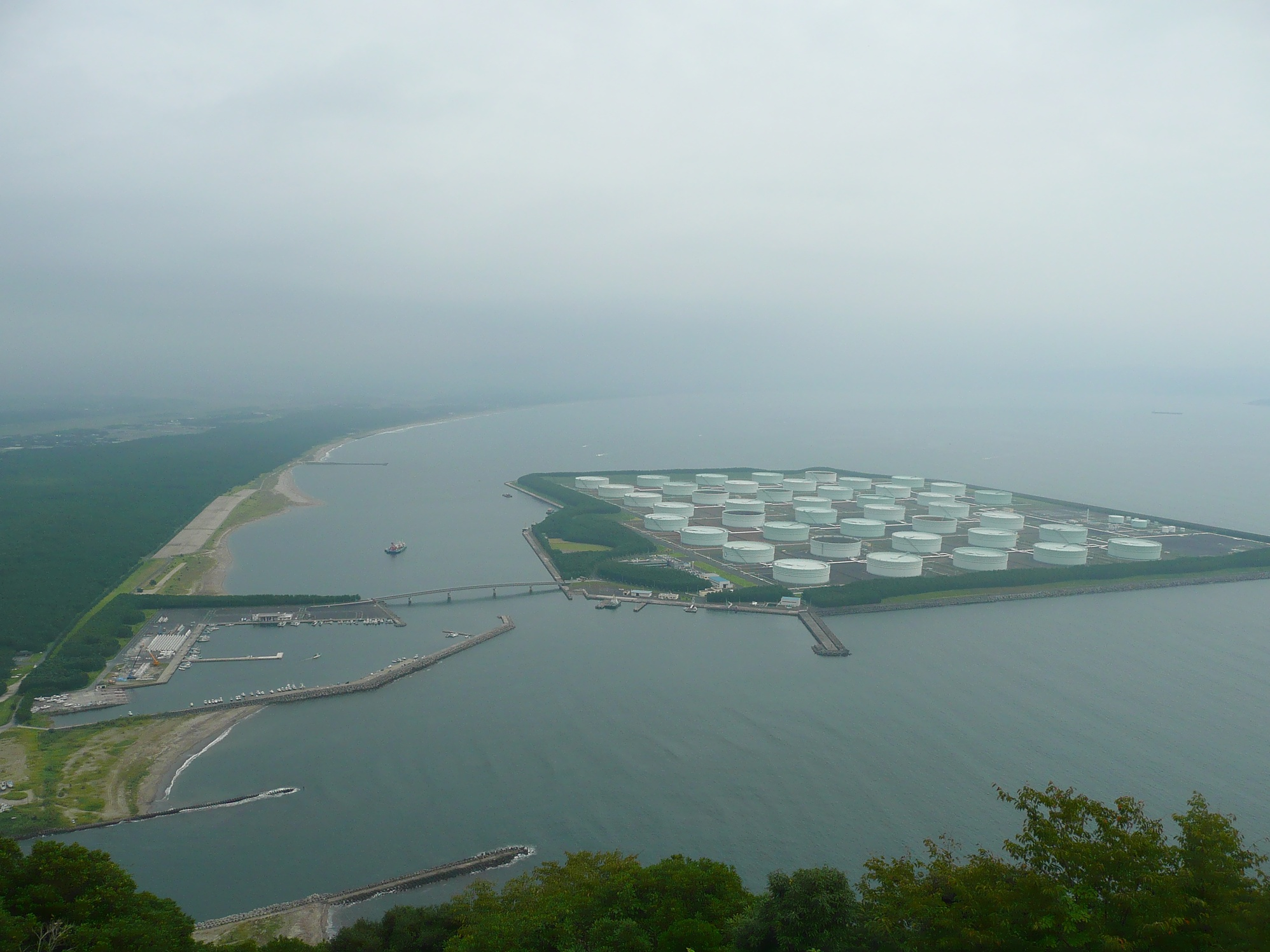
Les réservoirs de Shibushi dans la préfecture de Kagoshima, l'un des dix sites de la réserve stratégique de pétrole du Japon.

Une réserve stratégique de pétrole (RSP) est un stock de pétrole à la disposition d'un État, détenu soit directement par lui, soit par une compagnie pétrolière dans le cadre de contraintes imposées par l'État. Elle donne à un pays importateur de pétrole une certaine marge de manœuvre en cas d'interruption de ses approvisionnements.

## Contexte
Depuis la découverte des grands puits de pétrole du Sud des États-Unis à la fin du XIXe siècle, la houille a perdu sa place de première source d'énergie. Aucun secteur de l’économie des pays industrialisés, à commencer par l’agriculture et les transports, ne peut se passer aujourd’hui des produits pétroliers. Comme une grosse partie des ressources pétrolières est concentrée dans la région agitée du Proche-Orient, le pétrole doit être acheminé par d’énormes navires-citernes et de très longs pipelines vers les pays consommateurs. En 1973, une baisse concertée de la production des pays membres de l’OPEP provoqua le premier choc pétrolier par une hausse brutale et durable du cours du baril. Les pays consommateurs, dépourvus jusque-là de réserves stratégiques, ne surent s’opposer à cette entente.

## Agence internationale de l'énergie
Aussi les 16 nations les plus industrialisées (rejointes depuis par 13 autres pays) se groupèrent-elles au sein d'une Agence internationale de l'énergie (AIE), afin de coordonner leurs politiques énergétiques et de mettre sur pied une économie raisonnée de la ressource
L'Agence internationale de l'énergie, qui dépend de l'OCDE, demande à ses membres de conserver des réserves équivalente à au moins 90 jours d'importations nettes de l'année précédente. Les trois membres qui sont exportateurs nets de pétrole (Norvège, Danemark et Canada) n'ont donc aucune obligation en la matière. Dans ce calcul, l'évaluation des importations, comme celle des réserves, comprend le brut comme les produits raffinés. L'OCDE précise également que ce volume minimal est calculé sans inclure le pétrole détenu par les utilisateurs finaux (stocks dits tertiaires : réserves des centrales électriques, contenu des cuves de chauffage, etc.), se trouvant dans des pétroliers en mer, réservé à l'armée ou présent dans les stations-services. En revanche, des réserves situées hors du territoire dans le cadre d'accords bilatéraux peuvent être incluses. Les réserves au sens géologique (pétrole non encore extrait), n'étant pas disponibles rapidement, ne sont pas incluses.
Les pays membres de l'AIE coopèrent également pour l'utilisation de leurs réserves stratégiques. C'est par exemple le cas en 2011 lors de l'interruption de la production dû à la situation en Libye : une décision est prise de concert de prélever du pétrole dans ces réserves,.
Les grands pays non membres de l'AIE (notamment l'Inde et la Chine) ont, au début du XXIe siècle, constitué eux aussi des réserves stratégiques.
En 2020, l'ensemble des capacités mondiales de stockage de pétrole est estimée par Rystad Energy à 4,5 milliards de barils. Cela incluent les réserves stratégiques à la disposition des États et correspond à 45 jours de consommation mondiale (100,1 millions de barils par jour en moyenne en 2019).

## Réserves stratégiques par pays

### États-Unis
La réserve stratégique de pétrole (RSP) des États-Unis est la plus grande réserve connue au monde avec une capacité d'au plus 727 millions de barils de pétrole, soit 116 millions de mètres cubes de pétrole brut[réf. nécessaire] et une capacité autorisée fin 2017 de 714 Mbarils. Elle est gérée par le Bureau des réserves pétrolières (Office of Petroleum Reserves - OPR) du département de l'Énergie des États-Unis qui a, en 2017, un budget annuel de 223 millions de dollars et emploie 975 personnes en 2013. Selon le département de l'Énergie des États-Unis, en avril 2016, la RSP contient 687 Mbarils ; au 2 mars 2020, elle est de 635 Mbarils.

### Union européenne
Pour les pays membres, une directive européenne remontant à 1968 demande de conserver des réserves de pétrole ou de produits pétroliers pour l'équivalent de 65 jours de consommation intérieure, avec des exemptions partielles pour les États qui sont eux-mêmes producteurs de pétrole.

#### Allemagne
En 2005, les réserves stratégiques de l’Allemagne se montaient à 25,2 millions de tonnes, dont 13,4 millions de tonnes de pétrole brut et 11,8 millions de tonnes d'hydrocarbures raffinés. Ces réserves doivent permettre au pays de soutenir sa consommation pendant 90 jours. Les stockages de pétrole brut se trouvent majoritairement dans des cavernes souterraines de Basse-Saxe, entre 1 000 m et 1 500 m de profondeur. Ces cavités ont été aménagées dans des poches géologiques de sel gemme. Un puits de stockage particulièrement important est celui géré par la Sté IVG dans la caverne souterraine d’Etzel. Les produits pétroliers semi-raffinés sont stockés dans des réservoirs aériens parsemés à travers tout le territoire. La valeur de ces réserves peut être estimée, en se fondant sur un prix de 70 USD le baril, à onze milliards d’euros environ.
Outre ces réserves stratégiques, l'Allemagne s'était constituée, à partir des années 1970, une réserve fédérale de 7,32 millions de tonnes de pétrole, constituée entre 1974 en 1981 et entreposée dans les stockages souterrains des environs de Wilhelmshaven, Brême, Hambourg, etc. Le gouvernement fédéral a vendu ces réserves en 1997. En 2010, l'Allemagne stocke des produits pétroliers élaborés comme l'essence, le gazole, le fioul, le kérosène et le fioul lourd qui, parce qu'ils sont déjà raffinés, sont rapidement utilisables.
Quoique les directives du Conseil de prévoyance pour l'épargne pétrolière (Erdölbevorratungsverbandes, EBV en abrégé) n'imposent qu'une autonomie de 90 jours, le total des réserves allemandes en pétrole brut et en produits semi-raffinés est régulièrement supérieur. D'importantes quantités d'hydrocarbures sont stockées par les consommateurs, notamment pour le fioul domestique à usage de chauffage. De plus les raffineries constituent un stock d’avance pour assurer la continuité de leur exploitation.
C'est la loi fédérale du 16 janvier 2012 (BGBl. vol. I, p. 74), dite « loi de prévoyance sur les produits pétroliers » (Erdölbevorratungsgesetz – ErdölBevG) qui en Allemagne régit désormais les stocks souterrains et l'EBV. Les stocks sont organisés et supervisés par l'EBV, dont sont membres de plein droit toutes les grandes entreprises allemandes d’importation et de transformation des produits pétroliers, au premier rang desquelles les grandes compagnies pétrolières. Cet EBV est une personne morale de droit public, fondé en 1978 par les compagnies pétrolières allemandes et les importateurs de pétrole sous les auspices du gouvernement fédéral, ce dernier ayant dès 1966 contraint les groupes industriels à constituer à leurs frais une réserve stratégique de brut, en cas de guerre. Le siège de l'EBV se trouve à Hambourg. Les surcoûts de stockage sont répercutés à la revente à raison de 0,5 % par litre (d'essence, de gazole ou de fioul, selon le cas). L’EBV ne peut augmenter ses réserves qu'avec l'accord du Ministère fédéral de l'Économie et au cours du marché. L’IEA et l'Union européenne ont un droit de regard. En 1991, au cours de la guerre du Golfe, l'Allemagne a mis sur le marché une partie de ses réserves pétrolières, au prix de 30,55 USD le baril.
Après l’ouragan Katrina en 2005 et la flambée brutale du prix du brut qui s'est ensuivie, l'Allemagne a mis sur le marché 450 000 m3 de pétrole. La chute des exportations de la Libye en 2011 a encore incité le gouvernement fédéral à entamer une partie des réserves : l'Allemagne a participé à l'effort de l'AIE à hauteur de 4,3 millions de barils.

#### Autriche
L'Autriche oblige chaque importateur de pétrole ou de produits pétroliers à conserver des stocks équivalents à 35 % des ventes de l'année précédente. La plupart de ces sociétés se sont réunies pour gérer leurs stocks en commun via une entreprise à but non lucratif, Erdöl-Lagergesellschaft m.b.H. Cette entité possède un grand nombre de parcs de réservoirs à travers le pays, ainsi qu'à Trieste en Italie, port d'où part le pipeline qui alimente l'unique raffinerie autrichienne.

#### Belgique
La Belgique a transféré en 2007 la gestion de ses réserves de l'industrie vers une nouvelle agence publique, APETRA. À partir de cette date, l'obligation de stockage pour les industriels a été réduite graduellement. Une partie des stocks d'APETRA se trouvent en réalité dans des pays voisins, dans le cadre d'accords bilatéraux. En Belgique des stocks se trouvent à Anvers, Feluy, Gand et Liège.

#### France
En France, les stocks stratégiques sont gérés par le Comité professionnel des stocks stratégiques pétroliers instauré par la loi Billardon du 31 décembre 1992. Chaque société distribuant des carburants en France doit mettre à disposition en permanence un volume équivalent à 29,5 % de ses ventes de l'année précédente (soit légèrement plus que les 90 jours demandés par l'AIE). La loi prévoit également que la France dispose de 55 jours de réserves de carburant aviation.
Les stocks stratégiques instaurés par la loi de 1992 sont entièrement financés par les sociétés pétrolières qui mettent à la consommation. Une partie, 15 % en moyenne en 2017, est assurée directement par les sociétés[réf. souhaitée]. Le reste, 85 %, est réalisé par une filiale commune de statut entièrement privé, la Société anonyme de gestion des stocks de sécurité (SAGESS).
Contrairement aux réserves américaines ou japonaises, regroupées dans des dépôts de très grande taille, la RSP française est éparpillée dans 235 sites de stockage répartis sur l'ensemble du territoire. Un important dépôt souterrain existe cependant à Manosque, géré par Géosel. Dans les faits, les stocks collectifs de la SAGESS, entièrement financés par endettement, seuls réellement mobilisables en cas de crise, sont répartis sur 81 sites dont la vocation mixte, commerciale et stratégique, contribue à l'immédiate disponibilité des stocks.
Ce système, qui permet de disposer de stocks efficaces sans aucun financement, souffre de fragilités. La part croissante confiée à la SAGESS (elle ne représentait en 1992 qu'un quart des stocks[réf. souhaitée]) dans le cadre d'une politique publique de court terme permet désormais aux opérateurs une quasi totale défaisance de leur obligation et les déresponsabilise du maintien d'une infrastructure logistique. L'infrastructure pétrolière de l'intérieur s'amenuise ainsi progressivement, sous l'effet principal des prescriptions environnementales fixées par des administrations locales sans vue nationale, tandis que le transport par camions citernes sur de longues distances (plusieurs centaines de kilomètres) s'est substitué au transport par voie ferrée en augmentant les dangers de sinistres pour le public. Le fait que, sous la pression des règles de comptabilité nationale issues de la Communauté européenne, le ministère des finances ait interdit l'endettement comme moyen de financement des stocks collectifs, laisse actuellement ce système sans autre perspective qu'un doublement de la pression économique sur les consommateurs.
Ces stocks collectifs sont régulièrement utilisés pour parer aux blocages sociaux de la distribution pétrolière, utilisés de façon récurrente comme moyen de pression politique en France (1992, 1995, 1998, 2005, 2010, 2013, 2016). Fin mai 2016, la France puise dans ses réserves stratégiques de produits raffinés pour faire face à un début de pénurie de carburants provoquée par le blocage de raffineries, de sites de stockage et des ports dans le cadre de la mobilisation contre la loi Travail.

#### Italie
L'Italie ne possède pas de réserves publiques, mais d'importantes réserves privées, détenues par les compagnies pétrolières (ENI en tête) et les distributeurs de carburants. Elles en ont l'obligation par une loi (Décret no 22 du 21 janvier 2001) qui transpose la directive européenne. Les stocks sont relativement dispersés sur le territoire et comprennent environ un tiers de brut pour deux tiers de produits raffinés.

#### Pays-Bas
Les Pays-Bas disposent d'une réserve gouvernementale de l'ordre de 30 millions de barils, équivalente à 90 jours d'importations nettes. S'y ajoutent des réserves privées.

#### Pologne
En Pologne, le gouvernement détient une réserve de 14 jours, le complément étant assuré par une obligation de stockage pour les opérateurs privés (raffineurs, et importateurs de produits raffinés). Le stock total est supérieur aux 90 jours requis par l'EIA et l'UE et comprend environ 60 % de brut et 40 % de produits raffinés. Un centre de stockage souterrain (caverne saline) se trouve à Inowrocław.

#### Portugal
Le Portugal répond à l'obligation de 90 jours de réserves par un mix de réserves obligatoires chez les raffineurs et les importateurs (60 jours) et de stocks publics détenus par une agence gouvernementale, l'EGREP. Une partie des stocks de l'EGREP se situent en réalité dans d'autres pays (Allemagne, Espagne), faute de capacité de stockage suffisante sur le territoire national. L'EGREP détient 5,1 millions de barils au Portugal (dont 60 % de brut) et 2,9 millions à l'étranger.

#### Tchéquie
La RSP tchèque se trouve à Nelahozeves, au nord-ouest de Prague. Elle comporte seize réservoirs en surface, dont la capacité totale est de 1,55 million de mètres cubes, soit près de 10 millions de barils. Cette réserve est gérée par MERO ČR.

### Japon
| \| Tomakomai-tōbu Mutsu-Ogawara Akita Kuji Fukui Kikuma Shirashima Kamigotō Kushikino Shibushi \| |
| Carte des réserves stratégiques du Japon.                                                         |
| Tomakomai-tōbu Mutsu-Ogawara Akita Kuji Fukui Kikuma Shirashima Kamigotō Kushikino Shibushi       |

Le Japon a commencé à se constituer des réserves de pétrole en 1978. Elles comportent un stock national dont l'objectif est fixé à 50 milliards de litres (soit 43 millions de tonnes, 315 millions de barils) et qui est géré par une commission administrative (独立行政法人, dokuritsu gyōsei hōjin) Sekiyu Tennen Gasu, Kinzoku Kōbutsu Shigen Kikō (石油天然ガス・金属鉱物資源機構, la Société japonaise de pétrole de gaz naturel et des métaux, en abrégé : JOGMEC). À cela s’ajoute l’obligation faite aux compagnies pétrolières d’emmagasiner pour au moins 70 jours d'autonomie, ce qui représente environ 34 millions de tonnes. Fort de ces réserves de 90 milliards de litres (ou 78 millions de tonnes de pétrole), le Japon pourrait se suffire environ 168 jours sans importer de pétrole. En réalité, au lieu des 50 milliards de litres de stock qui étaient prévus pour décembre 2006, les réserves d’État n'ont pu amasser que 34,28 milliards de litres répartis dans les 10 centres de stockage (国家石油備蓄基地, kokka sekiyu bichiku kichi), dont la capacité totale est de 40 milliards de litres. Ces stocks de pétrole sont gérés en tant que sociétés par actions (kabushiki-gaisha), les actionnaires se répartissant entre compagnies pétrolières japonaises et collectivités (le JOGMEC) ou représentations territoriales de l’État (les préfectures).

### Chine
La république populaire de Chine construit par étapes une réserve stratégique considérable, l'objectif étant de disposer de 90 jours d'importations, soit près de 600 millions de barils. La phase I se compose de quatre sites de stockage comprenant chacun de nombreuses cuves, dans les ports de Dalian, Qingdao, Zhenhai et Zhoushan. Ces quatre sites totalisant 104 millions de barils de capacité sont remplis depuis 2009. D'autres sites ont été ajoutés dans les années suivantes, et en 2014 il était estimé que la réserve se montait à environ 150 millions de barils, chiffre passé à 190 million à la mi-2015. La construction de nouveaux sites de stockage, et l'achat de pétrole qui leur est destiné, continue. De nouveaux centres de stockages sont construits en souterrain, à la manière de la SPR américaine. Le premier centre souterrain a été achevé à Huangdao, quatre autres sont en construction. Une réserve de 550 millions de barils est prévue pour 2020.
En plus de ces réserves gérées par le gouvernement central, il existe aussi en Chine des réserves détenues par les compagnies pétrolières (Sinopec, PétroChina et CNOOC principalement) ainsi que par certaines provinces.

### Inde
L'Inde, elle aussi très dépendante des importations de brut, a décidé en 2003 de créer une réserve stratégique, obtenue pour partie par la construction de nouvelles installations de stockage souterrains, pour partie en transférant à une agence étatique le contrôle de réserves auparavant détenues par Indian Oil Corporation.
Il a été annoncé en 2014 que la taille de cette réserve serait largement accrue avec la construction d'au moins quatre nouveaux centres de stockage souterrains s'ajoutant aux trois existants.

### Corée du Sud
La Corée du Sud, membre de l'AIE et 5e importateur mondial de pétrole, dispose d'une capacité de stockage de 133 millions de barils, gérée par KNOC. La Corée du Sud a procédé à plusieurs achats de pétrole irakien Basra Light au profit de sa réserve stratégique. Un accord existe avec le Japon pour mutualiser les réserves en cas d'urgence. Les centres de stockages de brut, qui utilisent des réserves en surface et en souterrain, se situent dans trois ports de la côte sud, Ulsan, Geoje et Yeosu et à Seosan sur la côte ouest.

### Koweït
Au début d'une grève des travailleurs pétroliers d'avril 2016 au Koweït, le Sheikh Talal Khaled al-Sabah, porte-parole de la société d'État Kuwait Petroleum Corporation mentionne une réserve stratégique permettant de répondre aux besoins du pays pour une durée de 31 jours.

### Afrique du Sud
L'Afrique du Sud, non membre de l'AIE, dispose d'une capacité de stockage de 45 millions de barils de brut, sous la forme de six réservoirs souterrains à Saldanha Bay. À la mi-2015, cette réserve est remplie à pleine capacité.

### Israël
Israël dispose du droit d'acheter en cas de crise du pétrole de la RSP américaine, c'est une concession accordée par les États-Unis en 1975 en échange du retrait israélien du Sinaï. Cette possibilité n'a cependant jamais été mise en œuvre.

### Suisse
La Suisse, membre de l'EIA, dispose de réserves dépassant largement le niveau de 90 jours exigé par l'agence. Il s'agit presque uniquement de stocks de produits raffinés, dont le niveau est imposé par l'État aux raffineurs et importateurs. Il n'y a aucune obligation de stocker du brut, seul un stock de roulement existe dans les raffineries. La capacité de stockage est de l'ordre de 50 millions de barils, répartie dans 72 sites en surface.

### Australie
En Australie, la production de pétrole est en déclin rapide (elle a chuté de 45 % entre 2000 et 2014), en conséquence les importations ont fortement augmenté, ce qui a accru la quantité de pétrole que le pays devrait détenir pour respecter son obligation vis-à-vis de l'AIE dont elle est membre. Ce pays est, en 2015, le seul membre l'EIA à ne pas respecter l'exigence des 90 jours de réserve.